# Traitement juridique des jeunes délinquants au Canada
 (avril 2024).
La mise en forme du texte ne suit pas les recommandations de Wikipédia : il faut le « wikifier ».
Les points d'amélioration suivants sont les cas les plus fréquents :
- Les titres sont pré-formatés par le logiciel. Ils ne sont ni en capitales, ni en gras.
- Le texte ne doit pas être écrit en capitales (les noms de famille non plus), ni en gras, ni en italique, ni en « petit »…
- Le gras n'est utilisé que pour surligner le titre de l'article dans l'introduction, une seule fois.
- L'italique est rarement utilisé : mots en langue étrangère, titres d'œuvres, noms de bateaux, etc.
- Les citations ne sont pas en italique mais en corps de texte normal. Elles sont entourées par des guillemets français : « et ».
- Les listes à puces sont à éviter, des paragraphes rédigés étant largement préférés. Les tableaux sont à réserver à la présentation de données structurées (résultats, etc.).
- Les appels de note de bas de page (petits chiffres en exposant, introduits par l'outil «  Source ») sont à placer entre la fin de phrase et le point final[comme ça].
- Les liens internes (vers d'autres articles de Wikipédia) sont à choisir avec parcimonie. Créez des liens vers des articles approfondissant le sujet. Les termes génériques sans rapport avec le sujet sont à éviter, ainsi que les répétitions de liens vers un même terme.
- Les liens externes sont à placer uniquement dans une section « Liens externes », à la fin de l'article. Ces liens sont à choisir avec parcimonie suivant les règles définies. Si un lien sert de source à l'article, son insertion dans le texte est à faire par les notes de bas de page.
- La présentation des références doit suivre les conventions bibliographiques. Il est recommandé d'utiliser les modèles {{Ouvrage}}, {{Chapitre}}, {{Article}}, {{Lien web}} et/ou {{Bibliographie}}. Le mode d'édition visuel peut mettre en forme automatiquement les références.
- Insérer une infobox (cadre d'informations à droite) n'est pas obligatoire pour parachever la mise en page.

Pour une aide détaillée, merci de consulter Aide:Wikification.
Si vous pensez que ces points ont été résolus, vous pouvez retirer ce bandeau et améliorer la mise en forme d'un autre article.
Le traitement juridique des jeunes délinquants au Canada est cadré par la Loi sur le système de justice pénale pour les adolescents, LC 2002, c 1 (LSJPA) (Youth Criminal Justice Act). Cette loi a été adoptée par le Parlement du Canada en 2002. Elle s’applique aux personnes âgées entre douze ans et dix-huit ans qui sont accusées d’infraction criminelle au Canada. Entre 1908 et 2012, plusieurs réformes majeures de la LSJPA ont été effectuées par le Parlement canadien, de ce que cet article traitera.
En 2002, la LSJPA est venue renforcer la législation encadrant les jeunes délinquants pour donner suite à l’inquiétude qui veillait chez les Canadiens face à la hausse de la criminalité violente chez les mineurs et qui était d’un sujet d’actualité constant. La LSJPA a pour but de protéger la société des infractions criminelles et d’assurer une norme législative relative au traitement juridique des adolescents adapté pour leurs besoins.

## Historique en bref
En 1908, le Parlement du Canada a instauré la première loi concernant le traitement judiciaire pour adolescents, nommée la Loi sur les jeunes délinquants. Elle avait comme objectif le bien-être des jeunes. Elle accorde notamment un grand pouvoir discrétionnaire aux juges en ce qui concerne les conséquences et la protection des mineurs. Ensuite, la Loi sur les jeunes contrevenants à fait son apparition en 1985. Elle remplace la loi initiale et aborde une approche axée sur la responsabilité des jeunes ainsi que leurs droits. Plusieurs modifications de nature technique sont apportées en 1986, 1992 et 1995. La loi actuelle représente une troisième modification de la législation en ce qui concerne le traitement juridique pour les jeunes délinquants. La LSJPA est entrée en vigueur au Canada le 1er avril 2003. Une dernière modification à la LSJPA a été effectuée en 2012. Alors, depuis plus d’une décennie, la LSJPA est appliquée efficacement dans l’ensemble du Canada.

## Loi sur les Jeunes délinquants de 1908
Suivant de nombreuses lois provinciales en lien avec la protection des enfants et plusieurs changements sociétaux, en mai 1906, Wiliams L. Scott, le président de la Société d’aide à l’enfance d’Ottawa s’est inspiré de lois américaines afin de préparer un projet de loi s’appliquant à la situation des mineurs au Canada. Ce projet de loi prévoit en outre la création de tribunaux spécifiquement conçus pour les mineurs ainsi qu’un système de probation. Cependant, plusieurs défis ont fait surface, dont le refus du ministère de la Justice d’adopter ce projet de loi. Ce n’est que finalement, en 1908, ce projet de loi qui a été modifié à plusieurs reprises a été présenté au Sénat et ensuite adopté par les communes. La première loi sur le traitement judiciaire pour jeunes délinquants a fait naissance.
La Loi sur les jeunes délinquants avait comme objectif de protéger les enfants dits mal dirigés afin de protéger la société de ce comportement et de ses infractions criminelles. Cette loi prévoyait six ordres en lien avec les comportements ; les infractions des adultes ; la probation ; le principe de proportionnalité ; la protection et le tribunal pour mineurs. Le principe central était basé sur le fait que le mineur devait être aidé. Le poids accordé à l’infraction commise était moindre. Elle avait alors un grand aspect de la protection des mineurs et une responsabilité moindre envers leurs actions. Cependant, la déclaration des principes de cette loi n’était pas claire. Ils étaient insuffisants pour guider efficacement les juges, les avocats et les policiers dans l’application de la législation cadrant le traitement judiciaire des personnes mineures. Ce manquement a causé une hausse d’incarcération, une surutilisation des tribunaux ainsi qu’un usage des peines disproportionné.
Cette première législation décrit le mineur de deux façons, soit un « enfant » lorsque le mineur n’a pas reçu d’inculpation, ou soit un « délinquant juvénile » lorsque celui-ci est condamné à une infraction. La Loi de 1908 à une approche dite discriminatoire envers les mineurs qui sont condamnés à une infraction. Aujourd’hui, dans la législation actuelle adoptée en 2002, on efface ce regard discriminatoire et l’on parle plutôt d’adolescent et d’enfant.

## Loi sur les jeunes contrevenants de 1982
Graduellement, le traitement judiciaire des jeunes délinquants évolue. L’arrivée de la Loi sur les jeunes contrevenants en 1982 a remplacé la loi initiale de 1908. Elle a été adoptée en 1982 et mise en vigueur en 1984. Les principes de cette nouvelle législation se rapprochent des principes connus du droit pénal comme on le connaît actuellement, mais le législateur l’adopte pour la première fois, aux besoins des mineurs. Les années qui ont mené à ce changement législatif sont marquées par l’élevé de l’importance au droit individuel qui est devenu un enjeu important pour plusieurs au Canada. Les législateurs encore une fois, s’inspirent des mouvements sociopolitiques aux États-Unis. Ils recommandent une approche axée sur la réadaptation des jeunes délinquants, contrairement au principe de la protection des mineurs face aux interventions policières et judiciaires. La loi prend en compte les facteurs spécifiques l’adolescent, qui diffèrent des adultes. Ils abordent aussi une variété d’acteurs et intervenants afin de supporter et d’éduquer les jeunes délinquants. La Loi sur les jeunes contrevenants de 1982 reflète alors une perspective de cette nouvelle ère.
La Loi sur les jeunes contrevenants de 1982 se distingue par une première définition de l’âge de majorité pénale, soit celle de 18 ans dans l’ensemble du pays. Elle est également marquée par l’énoncé des droits des mineurs et de leurs garanties juridiques. Contrairement à la loi de 1908, le législateur avait l’intention que le jeune possède une responsabilité face à leur infraction. Cette loi adopte tout de même un processus dans lequel le jeune délinquant assume une responsabilité moindre que celle de l’adulte, mais reçoit un soutien et de l’encouragement envers l’éducation. Le principe de proportionnalité de la peine comme instaurée dans la loi en 2002 n’était pas encore prévu par le législateur. Cependant, ce principe commence à l’instaurer indirectement. Il n’est pas mentionné dans la loi, mais est utilisé par les juges en visant une peine moindre que les adultes pour les infractions similaires.

### Modifications de la Loi sur les jeunes contrevenants 1986, 1992 et 1995
Malgré l’adoption de cette nouvelle loi, elle ne fait toujours pas unanime chez la population canadienne. La Loi sur les jeunes contrevenants de 1982, est reproché de ne pas être suffisamment clair et précise ce qui mène à des injustices chez les mineurs accusés. Elle est aussi critiquée sur le fait que les dispositions de cette loi semblent plus encourager la réinsertion sociale du jeune délinquant que la protection de la société.
Plusieurs modifications à la Loi sur les jeunes contrevenants sont survenues dans la décennie suivant l’adoption de celle-ci en 1982 afin de préciser les dispositions critiquées. En premier, le législateur est venu effectuer des modifications techniques en ce qui concerne les lieux de garde. Ensuite en 1992, le législateur est encore intervenu dans le traitement juridique des jeunes délinquants et a apporté des modifications en ce qui concerne la peine maximale pour les jeunes qui sont déclarés coupables de meurtre et discute des situations dans lesquelles un mineur peut être jugé devant un tribunal pour adulte. Sous le même angle, en 1995, le législateur autorise que les déclarations des victimes du crime puissent être entendues devant le tribunal de la jeunesse.

## Loi sur le système de justice pénale pour les adolescents de 2002
Finalement, la LSJPA de 2002 est la législation actuelle qui cadre le traitement judiciaire des jeunes délinquants au Canada afin d’assurer un processus juste et efficace. À l’aube de l’adoption de cette dernière modification, les législateurs avaient à l’esprit certaines préoccupations qu’il désirait faire une correction en ce qui concerne le traitement judiciaire des jeunes délinquants. Dont : la surutilisation des tribunaux ; l’injustice dans le processus de détermination de la peine ; et accorder plus d’effet lié au droit des victimes en sont que des exemples.

### Contexte d’adoption de la LSJPA une ère différente
L’adoption de ces trois pièces législatives par le Parlement du Canada au fil des années reflète sur différents contextes dont le pays faisait face dans les différentes époques. Initialement en 1908, il s’agissait alors de groupes de personnes appliquant de la pression sur le législateur afin de créer et prévoir sous forme d’une loi fédérale, des mesures de protection des mineurs. Ensuite, celle qui suit en 1982, a bien été accueillie aux yeux des citoyens et reflète la pression de plusieurs groupes de fonctionnaires qui avaient comme tâche d’analyser l’état du droit du traitement judiciaire des jeunes délinquants dans un contexte où le taux de crimes chez les jeunes délinquants augmente.
Le contexte entourant la modification de 2002 se distingue. Cette modification a suivi des aspirations sociopolitiques. Selon certains auteurs, l’adoption de la LSJPA a été perçue comme controversée et n’était pas bien accueilli du public. En outre, en plus d’être très politisé, cette loi a été dans l’œil des médias impliquant de nombreux débats sociopolitiques. Lors de l’élection fédérale de 1993, le traitement judiciaire était un élément de promesse électorale de deux des partis politiques faisant la course au pouvoir, soit le parti libéral du Canada et le parti progressiste conservateur du Canada. Afin de former cette promesse, ces deux partis politiques se sont inspirés du parti politique américain le Reform Party qui supportait des mesures plus fortes en matière de traitement juridique des mineurs. Le parti libéral du Canada qui fut élu lors de cette élection de 1993 révise alors le traitement judiciaire des mineurs dans sa dernière pièce législative, la LSJPA de 2002.

### Objectifs majeurs de la LSJPA et évolution
Les changements majeurs concernant cette loi font l’accent sur les mesures extrajudiciaires, la détermination de la peine ainsi que l’incarcération. Premièrement, l’accentuation des mesures judiciaires a favorisé la réduction du temps du traitement judiciaire. Avant l’adoption de la LSJPA, plusieurs infractions considérées moins graves posaient une pression supplémentaire sur les tribunaux de jeunesse, résultat à de longs temps d’attente. Souvent, ces temps d’audience auraient été capables d’être évités. Dans son intention en 2002, le législateur mise à augmenter la variété des recours de mesures extrajudiciaires pour les jeunes dans les situations auxquelles les infractions sont caractérisées comme étant moins graves.
Jusqu’à 2003 lors de l’entrée en vigueur de la LSJPA, parmi les pays occidentaux, le Canada était en tête avec le taux d’incarcération chez les jeunes délinquants le plus élevé. Deuxièmement, les changements de la LSJPAconcernant la détermination de la peine ont favorisé la réduction du taux d’incarcération des jeunes délinquants dans les institutions carcérales canadiennes. Depuis le début de la révolution du traitement judiciaire des jeunes délinquants, l’incarcération était imposée dans les cas judiciaires du quotidien même si l’infraction était minime. Les tribunaux se voient même parfois accorder des peines plus graves lors d’infraction mineure pour répondre à certains besoins psychologiques et sociaux de l’enfant, qui est perçu comme étant une personne déviée. Suivant l’adoption de la LSJPA en 2002, le principe de proportionnalité de la peine est venu s’ancrer fondamentalement dans le traitement judiciaire des mineurs. Ce principe établit que la peine doit être proportionnelle à la gravité de l’infraction. Par exemple, si le mineur a commis un crime grave, sa peine devra proportionnellement être plus sévère pour être similaire à son infraction et vice-versa. Contrairement à ce qui était accepté durant plusieurs décennies, maintenant lors d’infractions mineures, la proportionnalité de la peine doit être faible.
Comme troisième changement majeur, les législateurs ont abordé la question de la garde et la réintégration du jeune délinquant dans la société. Durant presque plus d’un siècle, le traitement judiciaire des mineurs au Canada n’établissait aucune mesure en lien avec la réinsertion sociale dans la communauté. Avant la LSJPA, un jeune délinquant qui avait purgé une peine pouvait, et ce fréquemment, être libéré sans formes de surveillance et de soutien dans la communauté qui s’apparentent à une libération conditionnelle comme nous le connaissons actuellement. La législation de 2002 s’assure que les mesures extrajudiciaires et les peines dans un établissement carcéral visent un bon déroulement de la réintégration du mineur dans la collectivité. Elle se base alors sur un principe auquel le mineur peut être réhabilité.

## Modification deLSJPAeffectué en 2012
Le parti politique au pouvoir, soit le parti progressiste conservateur du Canada, en 2012, a modifié la LSJPA à son état du droit comme on le connaît aujourd’hui. Celui-ci offre alors des modifications reflétant une idée plutôt axée sur la répression de la criminalité. Ce qui est contraire aux principes établis dans le traitement judiciaire depuis de longue date étant plus axés sur la prévention. Ces modifications à la LSJPA, ne sont pas seulement politique, mais s’appuient également sur la décision marquante R c D.B. de la Cour Suprême du Canada en 2008, dans lequel celle-ci juge certaines dispositions de la LSJPA comme étant inconstitutionnelles. La LSJPA dans ses dispositions en 2002 présumait qu’un mineur âgé de 14 ans et plus qui était reconnu coupable par un tribunal en lien avec une infraction de meurtre, tentative de meurtre, agression sexuelle grave et autres crimes graves, était capable de recevoir une peine pour adulte. La Cour Suprême du Canada dans sa décision R c D.B. confirme le droit à la présomption de responsabilité ou de culpabilité morale moindre du mineur ayant commis une infraction. Étant dite, rend inconstitutionnelle cette disposition.
C’est alors qu’en 2012, le Parlement canadien reprend les principes fondamentaux confirmés par la Cour Suprême du Canada dans la décision R c D.B. et l’ancre dans la LSJPA. Les modifications effectuées clarifient les dispositions reflétant ainsi une idée que le système de justice pénale favorise la réadaptation et la réinsertion dans la collectivité des mineurs. Elle reflète également des principes voulant que la société soit protégée contre la délinquance juvénile.

### Législation
- Loi sur les jeunes délinquants, SC 1908, c 40.
- Loi sur les jeunes contrevenants, LRC 1985, c Y-1.
- Loi sur le système de justice pénale pour les adolescents,  LC 2002, c 1.
- PL C-4, Loi modifiant la Loi sur le système de justice pénale pour adolescents et apportant des modifications connexes et corrélatives à d’autres lois, 3e sess, 40e lég, 2011 (adopté par la Chambre des communes en 2002).

### Jurisprudence
- R c D.B., 2008 CSC 25.

### Doctrine
- Canada, Gouvernement du Canada, Loi sur le système de justice pénale pour adolescents (résumé et historique), le 7 juillet 2021, en ligne: <https://www.justice.gc.ca/fra/jp-cj/jj-yj/outils-tools/hist back.html#:~:text=La%20Loi%20sur%20le%20système,%2C%20accusés%20d%27infractions%20criminelles>.
- Canada, Ministère de la Justice Dispositions législative canadiennes en matière de justice applicable aux adolescents – Chronologie, (dernière modification le 7 juillet 2021), en ligne: <https://www.justice.gc.ca/fra/jp-cj/jj-yj/outils-tools/feuillets-sheets/jaac-yjc.html>.
- Canada, Ministère de la Justice, Changements récents au système canadien de justice pour les adolescents, 2021, en ligne: <https://www.justice.gc.ca/fra/jp-cj/jj-yj/outils-tools/feuillets-sheets/modif-amend.html>.
- Canada, Division des affaires juridiques et législatives, La justice pour les jeunes au Canada: le contexte législatif, par Lyne Casavant, Robin MacKay et Dominique Valiquet, mise à jour novembre 2012, n° de publication 2008-23-F, Ottawa, Bibliothèque du Parlement, 18 novembre 2008 aux p. 1-24.
- Jean Trépanier, «La justice des mineurs au Canada: Remises en question à la fin d’un siècle» (1999), volume 32, numéro 2, Criminologie, Les Presses de l’Université de Montréal, p. 7-35,  DOI: <https://doi.org/10.7202/004749ar>.
- Jean Trépanier, «Les transformations du régime canadien relatif aux mineurs délinquants: un regard sur le droit et les pratiques aborde l’histoire législatif de cette loi» (2012) 4 :4 Revue de science criminelle et de droit pénal comparé 819, en ligne: < https://www.cairn.info/revue-de-science-criminelle-et-de-droit-penal-compare-2012-4-page-819.htm?contenu=article>
- Marie-Pierre Jobin, «Détermination de la peine dans le contexte de la Loi sur le système de justice pénale pour les adolescents» (2010) Université de Montréal, Document de travail, en ligne: <https://papyrus.bib.umontreal.ca/xmlui/bitstream/handle/1866/4066/Jobin_Marie-Pierre_M_2010_memoire.pdf;jsessionid=ED8206EE29D186024BD298E51ED3A735?sequence=4>.
- Raymond R. Corrado, Karla Gronsdahl & David MacAlister, "The Youth Criminal Justice Act: Can the Supreme Court of Canada Balance the Competing and Conflicting Models of Youth Justice" (2007) 53:1 Crim LQ 14.
- Richard Barnhorst, "The Youth Criminal Justice Act: New Directions and Implementation Issues" (2004) 46:3 Canadian J Criminology & Crim Just 231.
- Roman N. Komar, «The Criminal Domestication of the Juvenile Delinquents Act: The Lawyer's Role in Juvenile Court» (1979) 2:1 Can J Fam L 90.
- Ruth M. Mann, "Canada's Amended Youth Criminal Justice Act and the Problem of Serious Persistent Youth Offenders: Deterrence and the Globalization of Juvenile Justice"[2014] 14 JIJIS 59.